# Tiziana Ghiglioni

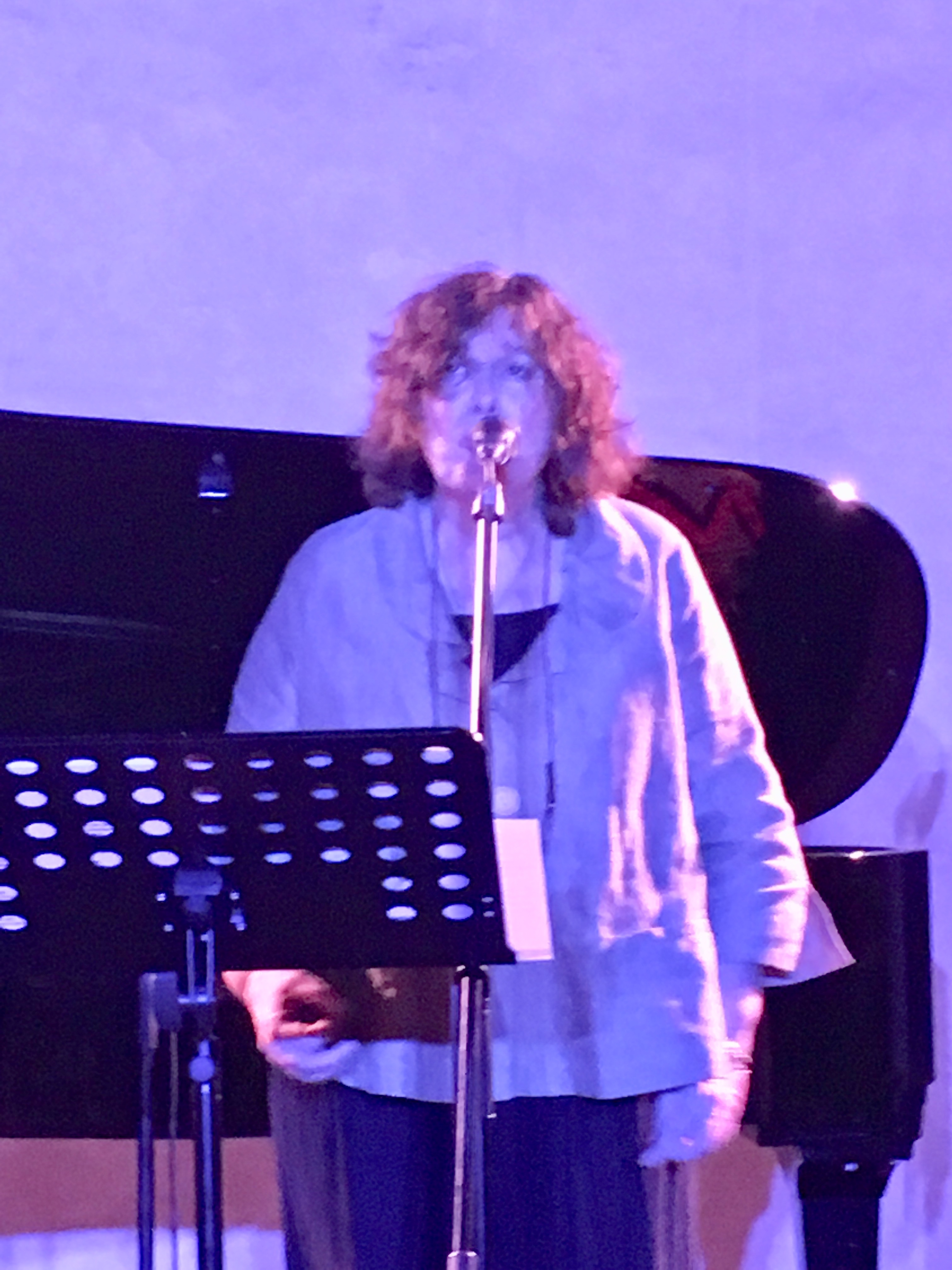
Tiziana Ghiglioni, 2018

Tiziana Ghiglioni (* 25. Oktober 1956 in Savona) ist eine italienische Jazzsängerin.

## Leben und Wirken
Ghiglioni begann sich nach dem Besuch eines Konzertes von Archie Shepp für Jazz zu interessieren. 1979 besuchte sie einen Workshop von Giorgio Gaslini. Dann nahm sie Gesangsunterricht bei Gabriella Ravazzi, tourte mit der Bigband von Gaslini und ihrer eigenen Formation. 1981 veröffentlichte sie bei dem Label Dischi della Quercia ihr erstes Album (Lonely Woman). Sie trat auf allen italienischen Festivals auf und arbeitete mit Franco D’Andrea, Enrico Pieranunzi, Paolo Fresu, Roberto Gatto, Gianluigi Trovesi und Giancarlo Schiaffini. Sie nahm in den nächsten Jahren mit zahlreichen amerikanischen Musikern wie Steve Lacy (Somebody Special),  Mal Waldron, Chico Freeman, Paul Bley (Lyrics), Lee Konitz, Tony Scott, Lauren Newton, aber auch mit Enrico Rava, Roberto Ottaviano (Portrait in Six Colors), Michel Graillier, Tarcisio Olgiati, Alberto Tacchini und Renato Sellani auf. Auch tourte sie mit Joëlle Léandre, Irène Schweizer, Lindsay Cooper und Maggie Nichols.
Sie beschäftigte sich intensiv mit den Songs von Steve Lacy, Luigi Tenco, Giorgio Gaslini, Duke Ellington und Lucio Battisti, die sie in speziellen Programmen (und auf Alben) präsentierte.

## Preise und Auszeichnungen
Ihr Album SONB wurde in der Fachzeitschrift Musica Jazz als eines der besten Alben des Jahres 1992 herausgestellt. 1994 erhielt sie den Targa Tenco in Sanremo als beste Interpretin. Zwischen 2007 und 2010 wurde sie als beste Jazzsängerin zu den Italian Jazz Awards nominiert.

## Diskographische Hinweise
- Sounds of Love (Soul Note 1983, mit Kenny Drew, Niels-Henning Ørsted Pedersen, Barry Altschul)
- SONB (Something Old, Something New, Something Borrowed, Something Blue) (Splasc(h) Records, mit Enrico Rava, Giancarlo Schiaffini, Gianluigi Trovesi, Steve Lacy, Umberto Petrin, Attilio Zanchi, Tiziano Tononi, 1992)
- Spellbound (yvp music, 1996, mit Guido Di Leone, Attilio Zanchi, Gianni Cazzola sowie Gianluigi Trovesi)
- Non sono io: Musiche di Luigi Tenco (Philology, 2010, mit Giorgio Li Calzi, Nico Gori, Paolo Alderighi, Stefano Bollani, Emanuele Parrini, Tiziano Tononi)
- Tiziana Ghiglioni – Tiziano Tononi With Jay Clayton: River Tales (Our Dreams Are Still Alive!) (Splasc(h) Records 2015)
- Ghiglioni – Potts – Lenoci: No Baby (Dodicilune 2017)